# +Laburnocytisus adamii
Genre
Espèce
+Laburnocytisus adamii, ou cytise bicolore d'Adam, est une espèce de plantes à fleurs dicotylédones de la famille légumineuse, sous-famille des  Faboideae (ou Papilionaceae). On ne connait qu'un seul cultivar, 'Adamii' (officiellement désigné +Laburnocytisus 'Adamii'), issu de cette greffe.
+Laburnocytisus adamii est une chimère de greffe, une curiosité  horticole issue d'une greffe intergénérique entre deux espèces, un cytise, Laburnum anagyroides et un genêt, Chamaecytisus purpureus (syn. Cytisus purpureus). C'est un petit arbre qui porte des pousses typiques d'une espèce, d'autres pousses typiques de la seconde espèce et certaines pousses qui présentent un mélange particulier des deux « parents ». Ce nom binomial s'écrit comme s'il s'agissait d'une véritable espèce, mais à proprement parler, il ne s'agit pas d'une seule mais de deux espèces. Le signe plus (+) indique son origine inhabituelle. La plante peut également être décrite par la formule Laburnum anagyroides + Chamaecytisus purpureus.

## Description
La plupart des branches de l'arbre ressemblent à celles du cytise par leurs feuilles  trifoliolées de 3  à 6 cm de long, mais présentent aussi des branches denses de type genêt, aux feuilles également à trois folioles, mais de seulement 1 cm de long et d'un vert plus foncé.
La plante fleurit à la fin du printemps ou au début de l'été. Certaines branches ont de longues grappes de fleurs jaunes (de 20 à 30 cm de long), tandis que d'autres produisent des grappes denses de fleurs de genêt pourpres.
Remarquablement, la plupart des branches produisent également des fleurs rose cuivré sur des grappes courtes (8 à 15 cm de long), qui sont à mi-chemin entre les deux « parents ». Les feuilles sur ces pousses sont également intermédiaires.
Chez les spécimens plus âgés, la proportion de tissus du genêt et de tissus mixtes a tendance à diminuer et ceux du cytise à prédominer. L'arbre atteint une hauteur de 7 mètres (rarement 8 m) et est rustique jusque dans la zone de rusticité USDA 5 dans le nord de l'Europe.
Il requiert un sol modérément fertile, humide mais bien drainé et a besoin d'une exposition ensoleillée pour bien fleurir.

## Origine
La plante est apparue dans la pépinière de Jean-Louis Adam près de Paris en 1825, probablement par accident.
Chamaecytisus purpureus est normalement une plante à croissance lente et sa greffe sur le tronc droit d'une espèce apparentée devrait permettre de créer une nouvelle forme horticole attrayante au port  semi-pleureur.
En théorie, d'autres  +Laburnocytisus pourraient être créés de la même manière, mais en ayant recours à d'autres « parents ».

## Structure
Une chimère de greffe n'est pas un véritable hybride mais un mélange de cellules, chacune portant le génotype de l'un de ses « parents ». C'est une chimère créée par greffage dans laquelle le tissu d'une plante pousse dans une enveloppe extérieure d'une seconde plante. Dans le cas de +Laburnocytisus adamii, le cytise forme le noyau, entouré par le genêt. De telles plantes sont souvent appelées « hybrides de greffe », mais comme ce ne sont pas de vrais hybrides, l'usage de ce terme est déconseillé.

## Autres chimères de greffe
+Crataegomespilus est une chimère issue d'une greffe entre une aubépine (Crataegus) et un néflier (Mespilus) qui est apparue d'une manière similaire. Il existe deux cultivars distincts issus de cette greffe : +Crataegomespilus 'Dardarii' et +Crataegomespilus 'Jules d'Asnieres'.
Le citronnier  Bizzaria de Florence (Citrus medica + Citrus aurantium), qui est probablement la première chimère de greffe obtenue, est issu d'une greffe entre le cédrat de Florence et le bigaradier.